# شیرکوهک
شیرکوهک یک منطقهٔ مسکونی در ایران است که در دهستان نه واقع شده‌است.